# Tehuilotepec
Tehuilotepec es una localidad del estado mexicano de Guerrero. Es parte del municipio de Taxco de Alarcón.

## Toponimia
El nombre «Tehuilotepec» proviene de los términos en náhuatl: tehuilotl, vidrio; tepetl, cerro. Su significado es «Cerro de cristal».

## Demografía
| Gráfica de evolución demográfica |
|                                  |

| Censo | Población |
| ----- | --------- |
| 1900  | 485       |
| 1910  | 659       |
| 1921  | 363       |
| 1930  | 608       |
| 1940  | 745       |
| 1950  | 736       |
| 1960  | 495       |
| 1970  | 946       |
| 1980  | 1 372     |
| 1990  | 1 737     |
| 2000  | 2 200     |
| 2010  | 2 377     |
| 2020  | 2 182     |